# John Cipollina's Raven
| Recensione              | Giudizio |
| ----------------------- | -------- |
| AllMusic                | [ 1 ]    |
| Dizionario del Pop-Rock | [ 2 ]    |

John Cipollina's Raven è un album discografico (il primo a proprio nome) del chitarrista rock statunitense John Cipollina, pubblicato dall'etichetta discografica tedesca Line Records nel 1980.

## Tracce
Lato A
1. Rock and Roll Nurse – 5:29 (John Cipollina) – Registrato nel gennaio del 1976 al His Master's Wheels di San Francisco, California
2. Unvicious Circle – 6:50 (John Cipollina) – Registrato nel gennaio del 1976 al His Master's Wheels di San Francisco, California
3. Do What You Do – 6:34 (John Cipollina) – Registrato nel gennaio del 1976 al His Master's Wheels di San Francisco, California

Lato B
1. All Worth the Price – 5:27 (Greg Douglass) – Registrato nel gennaio del 1976 al His Master's Wheels di San Francisco, California
2. Clouds – 4:42 (John Albritton, John Cipollina) – Registrato nel maggio del 1976 al C.B.S. Recorders di San Francisco, California
3. Bad News – 3:58 (Greg Douglass) – Registrato nel maggio del 1976 al C.B.S. Recorders di San Francisco, California
4. Prayers – 3:33 (Greg Douglass, Brian Kilcourse) – Registrato nel maggio del 1976 al C.B.S. Recorders di San Francisco, California

Edizione doppio LP del 2011, pubblicato dalla Vinyl Lovers Records (901264)
Lato A
1. Rock and Roll Nurse – 5:29 (John Cipollina)
2. Unvicious Circle – 6:51 (John Cipollina)
3. Do What You Do – 6:31 (John Cipollina)

Lato B
1. All Worth the Price – 5:27 (Greg Douglass)
2. Clouds – 4:42 (John Albritton, John Cipollina)
3. Bad News – 3:57 (Greg Douglass)
4. Prayers – 3:33 (Greg Douglass, Brian Kilcourse)

Lato C
1. True Golden Touch – 5:20 (John Cipollina)
2. True Reward – 3:05 (John Cipollina)
3. Grass Is Always Greener – 4:14 (John Cipollina)
4. Burning Corte Madera – 3:33 (John Cipollina)

Lato D
1. Ride (Highway Song) – 6:17 (McPherson)
2. The Truth – 4:02 (John Cipollina)
3. Razor Blade & Rattlesnake (Dave Walker: voce) – 5:04 (Deke Leonard)

- Brani: True Golden Touch, Grass Is Always Greener e The Truth, registrati al Black Dragon Studios di San Rafael, California
- Brano: True Reward, registrato il 7 giugno 1976 al Keystone di Berkeley, California
- Brani: Ride e Burning Corte Madera, registrati il 15 ottobre 1976 al Blue Bear Studio di San Francisco, California
- Brano: Razor Blade & Rattlesnake, registrato il 2 settembre 1976 a Berkeley, California

## Musicisti
Rock and Roll Nurse
- John Cipollina - chitarra solista, accompagnamento vocale-cori
- Greg Douglass - chitarra (plectrum guitar)
- Nicky Hopkins - pianoforte
- Jasper Hutch Hutchinson - voce, armonie vocali
- Skip Olson - basso, accompagnamento vocale-cori
- David Weber - batteria
- Andrew Kirby - batteria, accompagnamento vocale-cori

Unvicious Circle
- John Cipollina - chitarra acustica, chitarra elettrica (+ solo)
- Greg Douglass - chitarra bottleneck
- Nicky Hopkins - pianoforte
- Skip Olson - basso
- David Weber - batteria
- Andrew Kirby - batteria

Do What You Do
- John Cipollina - chitarra, accompagnamento vocale-cori
- Greg Douglass - chitarra bottleneck (+ solo)
- Nicky Hopkins - pianoforte
- Jasper Hutch Hutchinson - voce solista-armonie vocali, accompagnamento vocale-cori
- Skip Olson - basso
- David Weber - batteria
- Andrew Kirby - batteria,  accompagnamento vocale-cori

All Worth the Price
- John Cipollina - chitarra (primo assolo)
- Greg Douglass - chitarra (secondo assolo)
- Nicky Hopkins - pianoforte
- Jasper Hutch Hutchinson - voce solista-armonie vocali
- Skip Olson - basso
- David Weber - batteria
- Andrew Kirby - batteria

Clouds
- John Cipollina - chitarra (planged guitar)
- Greg Douglass - chitarra acustica a 12 corde, chitarra ritmica
- Nicky Hopkins - pianoforte
- Jasper Hutch Hutchinson - sintetizzatore archi, voce (con Andrew Kirby)
- Skip Olson - basso
- David Weber - batteria, timpani
- Andrew Kirby - batteria, voce (con Jasper Hutchinson)

Bad News
- John Cipollina - chitarra pedal steel
- Greg Douglass - chitarra
- Nicky Hopkins - pianoforte
- Jasper Hutch Hutchinson - voce (con Andrew Kirby)
- Skip Olson - basso
- David Weber - batteria
- Andrew Kirby - batteria, voce (con Jasper Hutchinson)

Prayers
- John Cipollina - chitarra solista wha, chitarra pedal steel
- Greg Douglass - chitarra (plectrum guitar)
- Jasper Hutch Hutchinson - voce, accompagnamento vocale-cori
- Skip Olson - basso
- David Weber - batteria
- Andrew Kirby - batteria, accompagnamento vocale-cori

Note aggiuntive
- John Cipollina - produttore
- Registrazioni effettuate al: His Master's Wheels ed al C.B.S. Recorders nel gennaio e maggio 1976 a San Francisco, California
- Dan Healy e John Cipollina - ingegneri delle registrazioni e della masterizzazione
- Masterizzato a Forest Knolls, California
- Fehlmann - copertina album
- Helmut Werb - fotografia[3]